# Witalis z Mediolanu
Witalis z Mediolanu (I w.), wczesnochrześcijański męczennik, święty Kościoła katolickiego. 
Jeden z pierwszych mieszkańców Mediolanu, który przyjął chrześcijaństwo; ojciec świętych Gerwazego i Protazego, męczenników. Zabrany w podróż do Rawenny zachęcał tam św. Ursycyna męczennika w jego cierpieniach, później sam też dzielnie poniósł katusze i śmierć, prawdopodobnie za panowania Nerona, około tego samego czasu, co święci Piotr i Paweł w Rzymie.
Za wyznanie wiary chrześcijańskiej śmierć poniosła także jego żona, Waleria.